# Gerhard Auer
Gergard Auer (Tepl, 1943. június 29. – Rodalben, 2019. szeptember 21.) olimpiai bajnok német evezős.

## Pályafutása
Az 1972-es müncheni olimpián kormányos négyesben olimpiai bajnok lett társaival: Peter Bergerrel, Hans-Johann Färberrel, Alois Bierllel és Uwe Benterrel. 1969 és 1971 között egy világbajnoki illetve kettő Európa-bajnoki aranyérmet nyert.

## Sikerei, díjai
- Olimpiai játékok – kormányos négyes
  - aranyérmes: 1972, München
- Világbajnokság – kormányos négyes
  - bronzérmes: 1970
- Európa-bajnokság – kormányos négyes
  - aranyérmes: 1969, 1971